# Soup or Sonic
Pour plus de détails, voir Fiche technique et Distribution.
Soup or Sonic est un film américain d'animation Looney Tunes de 9 minutes et mettant en scène Bip Bip et Vil Coyote réalisé par Chuck Jones et Phil Monroe en 1980.

## Fiche technique
Sauf indication contraire, les informations mentionnées dans cette section peuvent être confirmées par la base de données cinématographiques IMDb,  présente dans la section « Liens externes ».
- Réalisateurs : Chuck Jones et Phil Monroe
- Scénario : Chuck Jones
- Producteur : Chuck Jones
- Compositeur : Dean Elliot et William Lava (archives)
- Monteur : Rich Harrison
- Pays de production : États-Unis
- Sociétés de production : Warner Bros., Chuck Jones Enterprises
- Format : Couleur — 1,33 : 1 — 35 mm — son : monophonique
- Genre : Animation, comédie
- Langue : Anglais
- Durée : 9 minutes
- Dates de sortie :
  - États-Unis : 21 mai 1980

### Animation
Animateurs (non crédités) :
- Ken Champin
- Phil Monroe
- Manuel Perez
- Tom Ray (en)
- Virgil Ross
- Richard Thompson
- Lloyd Vaughan (en)

## Distribution
Sauf indication contraire, les informations mentionnées dans cette section peuvent être confirmées par la base de données cinématographiques IMDb,  présente dans la section « Liens externes ».
Voix originales américaines :
- Mel Blanc : Vil Coyote
- Paul Julian (en) : Bip Bip